# Penobscot County
Penobscot County is een county in de Amerikaanse staat Maine.
De county heeft een landoppervlakte van 8.795 km² en telt 144.919 inwoners (volkstelling 2000). De hoofdplaats is Bangor.